# Puerto Rico i olympiska sommarspelen 2008
Puerto Rico i olympiska sommarspelen 2008 bestod av idrottare som blivit uttagna av Puerto Ricos olympiska kommitté.

## Boxning
- Huvudartikel: Boxning vid olympiska sommarspelen 2008

| Tävlande          | Viktklass       | Sextondelsfinal  | Sextondelsfinal | Åttondelsfinal   | Åttondelsfinal   | Kvartsfinal      | Kvartsfinal      | Semifinal        | Final            | Final            |                  |
| Tävlande          | Viktklass       | Motståndare      | Resultat        | Motståndare      | Resultat         | Motståndare      | Resultat         | Motståndare      | Motståndare      |                  |                  |
| ----------------- | --------------- | ---------------- | --------------- | ---------------- | ---------------- | ---------------- | ---------------- | ---------------- | ---------------- | ---------------- | ---------------- |
| McWilliams Arroyo | Flugvikt        |                  |                 | Kalucza (HUN)    | W 14-6           | Laffita (CUB)    | L 2-11           | Gick inte vidare | Gick inte vidare | Gick inte vidare | Gick inte vidare |
| McJoe Arroyo      | Bantamvikt      | Vodopyanov (RUS) | L 5-10          | Gick inte vidare | Gick inte vidare | Gick inte vidare | Gick inte vidare | Gick inte vidare | Gick inte vidare | Gick inte vidare | Gick inte vidare |
| Jose Pedraza      | Lättvikt        | Şipal (TUR)      | W 10-3          | Sow (FRA)        | L 9-13           | Gick inte vidare | Gick inte vidare | Gick inte vidare | Gick inte vidare | Gick inte vidare | Gick inte vidare |
| Jonathan Gonzalez | Lätt weltervikt | Gheorghe (ROU)   | L 4-21          | Gick inte vidare | Gick inte vidare | Gick inte vidare | Gick inte vidare | Gick inte vidare | Gick inte vidare | Gick inte vidare | Gick inte vidare |
| Carlos Negrón     | Lätt tungvikt   | Ghorbani (IRI)   | W 13-4          | Shynaliyev (KAZ) | L 3-9            | Gick inte vidare | Gick inte vidare | Gick inte vidare | Gick inte vidare | Gick inte vidare | Gick inte vidare |

## Friidrott
- Huvudartikel: Friidrott vid olympiska sommarspelen 2008

Förkortningar
- Noteringar – Placeringarna avser endast löparens eget heat
- Q = Kvalificerad till nästa omgång
- q = Kvalificerade sig till nästa omgång som den snabbaste idrottaren eller, i fältgrenarna, via placering utan att uppnå kvalgränsen.
- NR = Nationellt rekord
- N/A = Omgången ingick inte i grenen
- Bye = Idrottaren behövde inte delta i denna omgång

Herrar
Bana och landsväg
| Idrottare      | Gren       | Heat     | Heat      | Kvartsfinal | Kvartsfinal | Semifinal        | Semifinal        | Final            | Final            |
| Idrottare      | Gren       | Resultat | Placering | Resultat    | Placering   | Resultat         | Placering        | Resultat         | Placering        |
| -------------- | ---------- | -------- | --------- | ----------- | ----------- | ---------------- | ---------------- | ---------------- | ---------------- |
| Héctor Cotto   | 110 m häck | 13.72    | 6 q       | 13.73       | 8           | Gick inte vidare | Gick inte vidare | Gick inte vidare | Gick inte vidare |
| Javier Culson  | 400 m häck | 49.60    | 4 q       | i.u.        | i.u.        | 49.85            | 8                | Gick inte vidare | Gick inte vidare |
| David Freeman  | 1 500 m    | 3:39.70  | 10        | i.u.        | i.u.        | Gick inte vidare | Gick inte vidare | Gick inte vidare | Gick inte vidare |
| Félix Martinez | 400 m      | 46.46    | 7         | i.u.        | i.u.        | Gick inte vidare | Gick inte vidare | Gick inte vidare | Gick inte vidare |

Damer
Bana & landsväg
| Carol Rodríguez | 200 m | 24.07 | 7 | Gick inte vidare | Gick inte vidare | Gick inte vidare | Gick inte vidare | Gick inte vidare | Gick inte vidare |
| Carol Rodríguez | 400 m | 53.08 | 5 | i.u.             | i.u.             | Gick inte vidare | Gick inte vidare | Gick inte vidare | Gick inte vidare |

## Gymnastik
- Huvudartikel: Gymnastik vid olympiska sommarspelen 2008

### Artistisk gymnastik
Herrar
| Gymnast     | Gren     | Kval    | Kval    | Kval    | Kval    | Kval    | Kval    | Kval   | Kval      | Final   | Final   | Final   | Final   | Final   | Final   | Final  | Final     |
| Gymnast     | Gren     | Redskap | Redskap | Redskap | Redskap | Redskap | Redskap | Totalt | Placering | Redskap | Redskap | Redskap | Redskap | Redskap | Redskap | Totalt | Placering |
| Gymnast     | Gren     | F       | PH      | R       | V       | PB      | HB      | Totalt | Placering | F       | PH      | R       | V       | PB      | HB      | Totalt | Placering |
| ----------- | -------- | ------- | ------- | ------- | ------- | ------- | ------- | ------ | --------- | ------- | ------- | ------- | ------- | ------- | ------- | ------ | --------- |
| Luis Rivera | Mångkamp | 15.125  | 14.750  | 15.250  | 16.225  | 14.575  | 14.675  | 90.600 | 13 Q      | 15.250  | 15.025  | 15.225  | 16.025  | 14.375  | 14.275  | 90.175 | 14        |

## Judo
Herrar
| Idrottare         | Gren                     | Inledande omgång     | Sextondelsfinal             | Åttondelsfinal       | Kvartsfinal          | Semifinal            | Återkval 1           | Återkval 2           | Återkval 3           | Final / BM           | Final / BM       |
| Idrottare         | Gren                     | Motståndare Resultat | Motståndare Resultat        | Motståndare Resultat | Motståndare Resultat | Motståndare Resultat | Motståndare Resultat | Motståndare Resultat | Motståndare Resultat | Motståndare Resultat | Placering        |
| ----------------- | ------------------------ | -------------------- | --------------------------- | -------------------- | -------------------- | -------------------- | -------------------- | -------------------- | -------------------- | -------------------- | ---------------- |
| Abderramán Brenes | Halv mellanvikt (-81 kg) | BYE                  | Maddaloni (ITA) L 0001–0020 | Gick inte vidare     | Gick inte vidare     | Gick inte vidare     | Gick inte vidare     | Gick inte vidare     | Gick inte vidare     | Gick inte vidare     | Gick inte vidare |
| Alexis Chiclana   | Mellanvikt (-90 kg)      | i.u.                 | Alarza (ESP) L 0100–1101    | Gick inte vidare     | Gick inte vidare     | Gick inte vidare     | Gick inte vidare     | Gick inte vidare     | Gick inte vidare     | Gick inte vidare     | Gick inte vidare |
| Pablo Figueroa    | Tungvikt (+100 kg)       | BYE                  | Jónsson (ISL) L 0001–1000   | Gick inte vidare     | Gick inte vidare     | Gick inte vidare     | Gick inte vidare     | Gick inte vidare     | Gick inte vidare     | Gick inte vidare     | Gick inte vidare |

## Simning
- Huvudartikel: Simning vid olympiska sommarspelen 2008

## Skytte
- Huvudartikel: Skytte vid olympiska sommarspelen 2008

## Taekwondo
| Idrottare       | Gren             | Åttondelsfinaler       | Kvartsfinaler        | Semifinaer           | Återkval             | Bronsmatch           | Final                | Final            |
| Idrottare       | Gren             | Motståndare Resultat   | Motståndare Resultat | Motståndare Resultat | Motståndare Resultat | Motståndare Resultat | Motståndare Resultat | Placering        |
| --------------- | ---------------- | ---------------------- | -------------------- | -------------------- | -------------------- | -------------------- | -------------------- | ---------------- |
| Ángel Román     | Herrarnas −80 kg | Michaud (CAN) L 1–2    | Gick inte vidare     | Gick inte vidare     | Gick inte vidare     | Gick inte vidare     | Gick inte vidare     | Gick inte vidare |
| Asunción Ocasio | Damernas −67 kg  | Mystakidou (GRE) W 1–0 | Fromm (GER) W 2–0    | Sergerie (CAN) L 0–2 | Bye                  | Šarić (CRO) L 1–5    | Gick inte vidare     | 5                |

## Tyngdlyftning
- Huvudartikel: Tyngdlyftning vid olympiska sommarspelen 2008